# Свиблово (бывшее село, Москва)

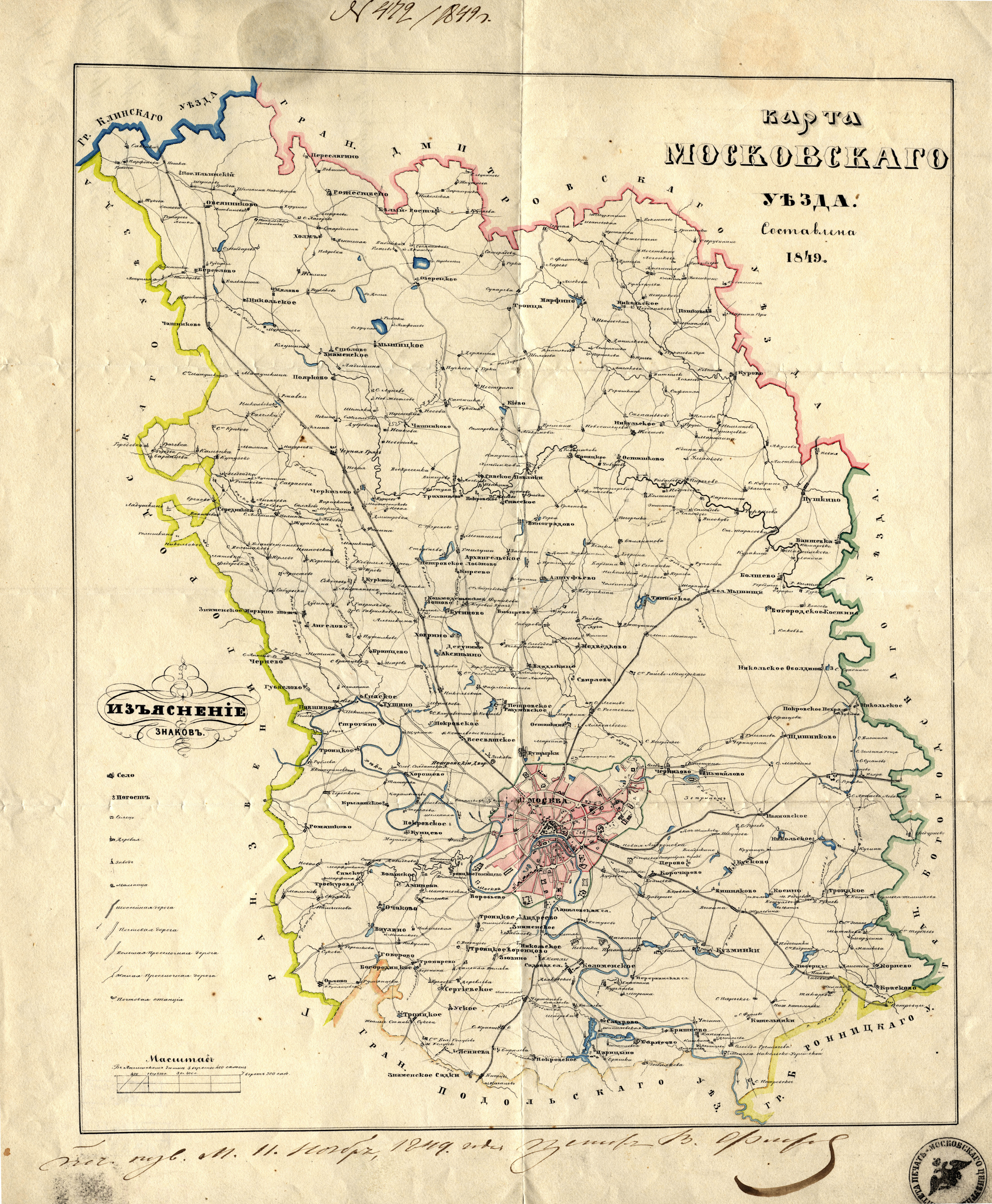
Свиблово (Свирлово), на карте Московского уезда, 1849 года.

Сви́блово — бывшее подмосковное село на берегу Яузы, впервые упоминается в 1406 году. Названо в честь воеводы Фёдора Андреевича Свибло, за свою историю принадлежало великому князю Василию I, роду Плещеевых, князю Кириллу Нарышкину.
Включено в состав Москвы в 1960 году. С 1991-го выделено в отдельный район Свиблово Северо-Восточного административного округа.

## Происхождение названия
Название села происходит от прозвища московского боярина и воеводы Фёдора Андреевича Свибло. «Свиблый» или «швиблый» в древнерусском языке означало «шепелявый», «косноязычный». Фёдор Свибло принадлежал к старинному роду, идущему ещё от богатыря Ратмира, и являлся одним из ближайших сподвижников великого князя Дмитрия Донского.

## История

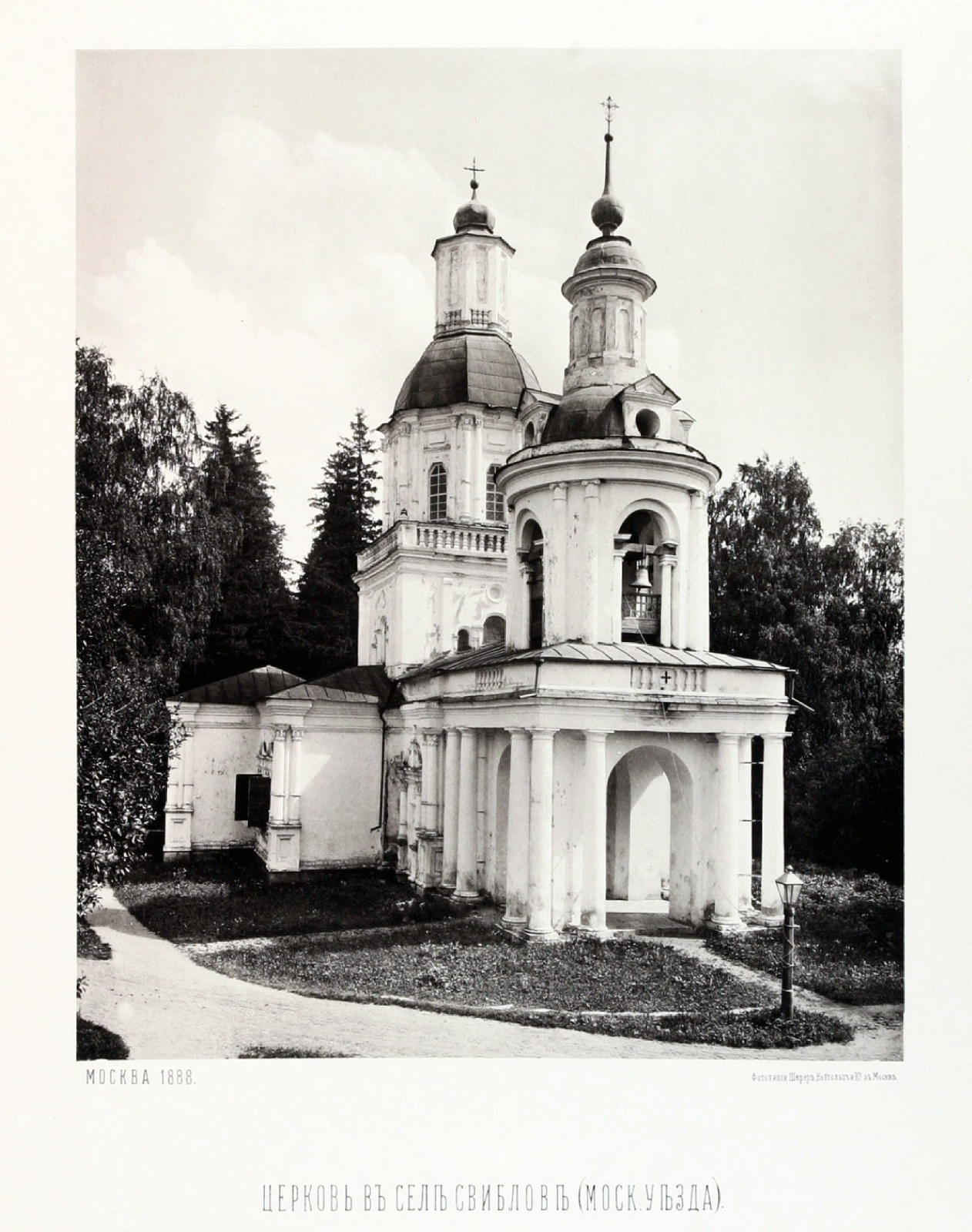
Храм Троицы Живоначальной в Свиблове, Николай Найдёнов, 1888

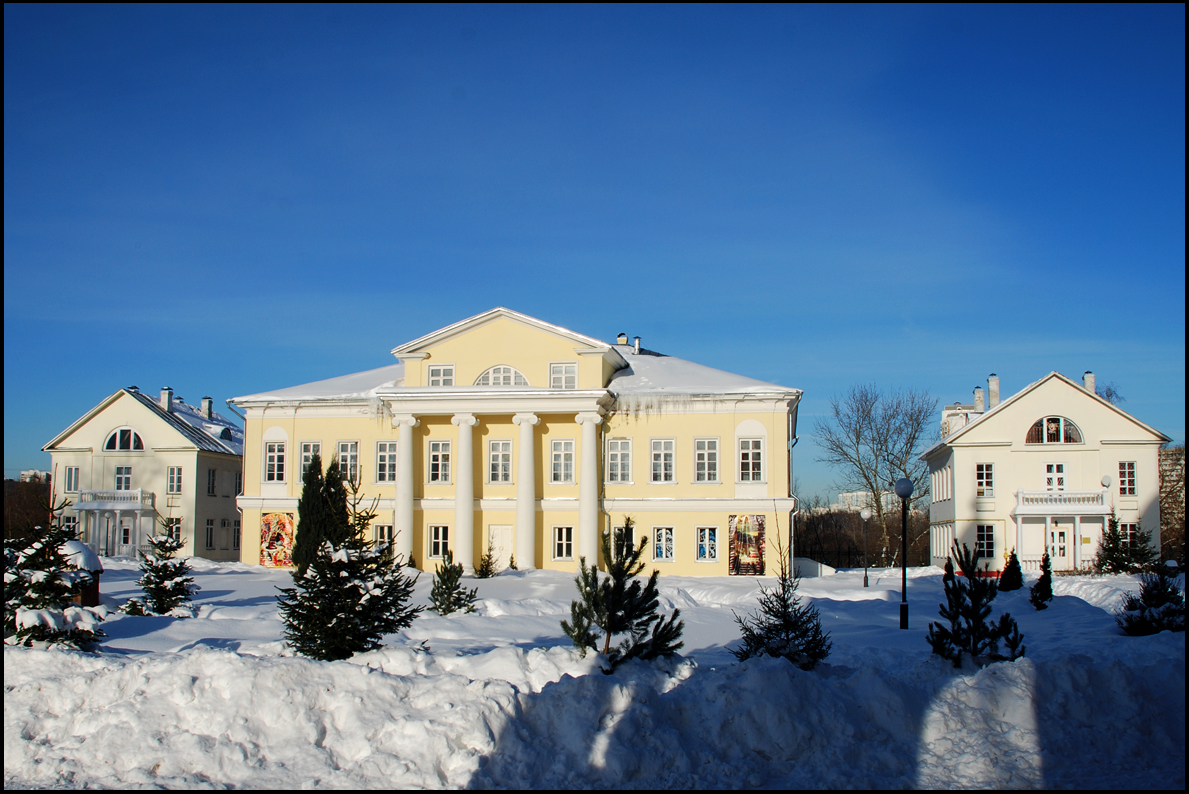
Усадьба Свиблово, 2013

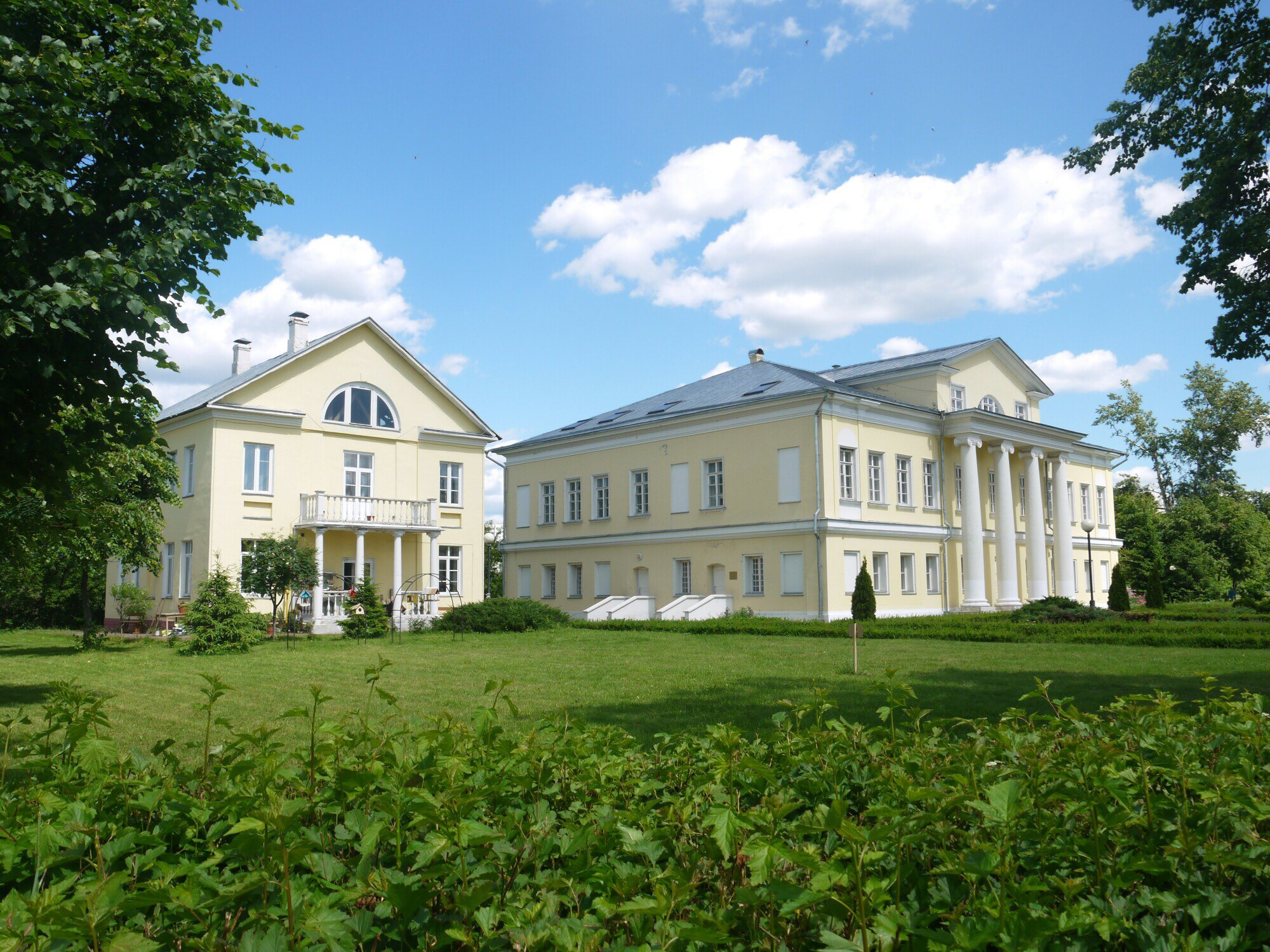
Усадьба Свиблово, 2017

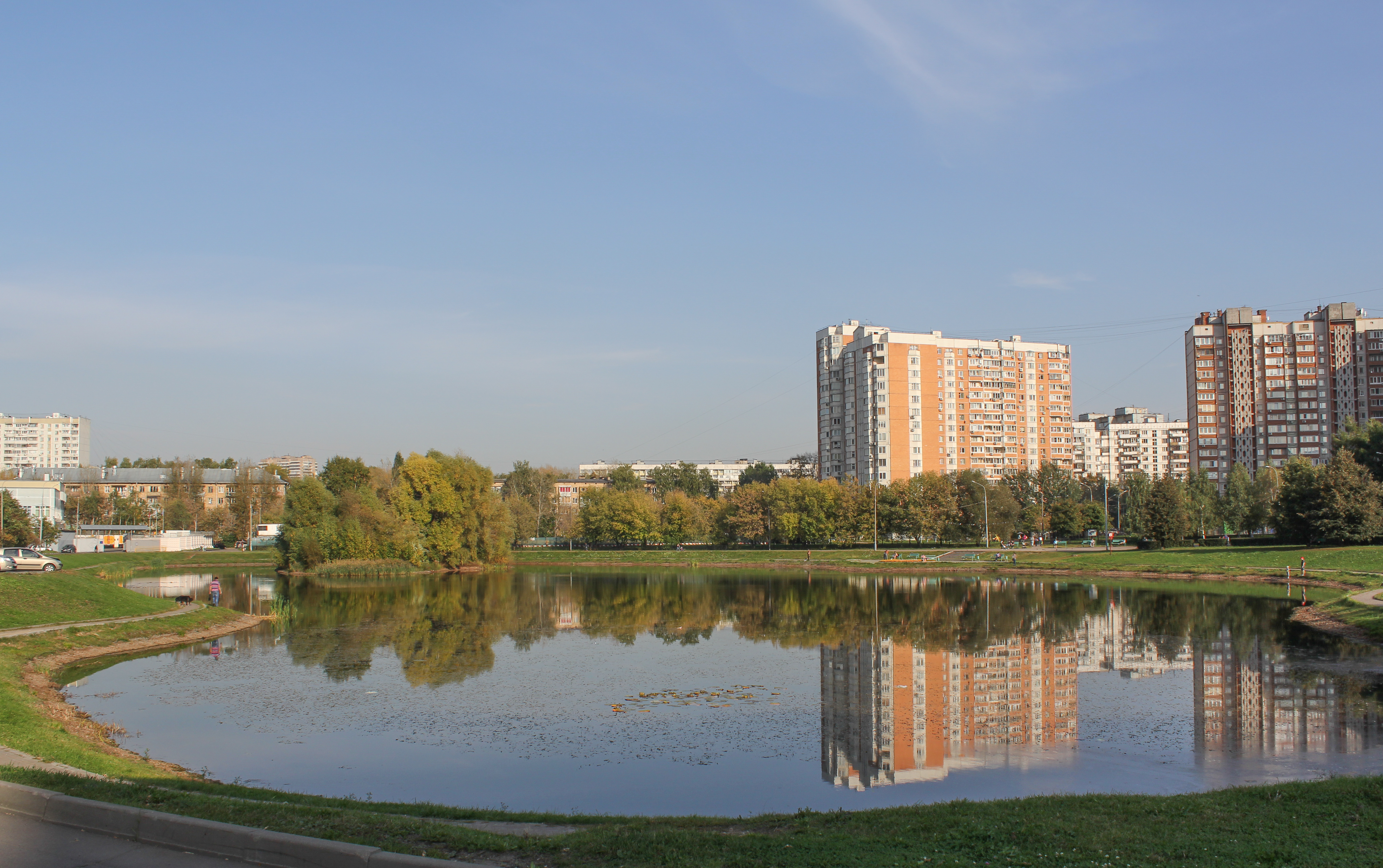
Капустинский пруд, 2015

### Первые упоминания
Впервые село упоминается в 1406 году в духовной грамоте Василия I. К тому моменту Фёдор Свибло попал в опалу, а все его земли были конфискованы и отошли к великому князю. В тексте завещания Василия I Свиблово ещё называлось «Тимофеевское на Яузе», название в честь прежнего владельца закрепилось позднее.
Сведения о селе в период от начала XV до первой половины XVI века отсутствуют. Следующее упоминание найдено только в межевой грамоте 1560 года, согласно которой село принадлежало Ивану Грозному. В селе тогда уже стояла мельница.

### Плещеевы
Примерно в 1620 году Свиблово и прилегавшие к нему пустоши Лысцовая и Ерденевая были пожалованы стольнику царя Михаила Фёдоровича Льву Плещееву. В 1623-м он передал вотчину своему сыну Андрею. Тогда в Свиблове были деревянная церковь и три двора — один вотчинный и два людских. По долгу службы Андрей Львович часто находился в разъездах и своё подмосковное имение почти не посещал. К 1658 году он передал Свиблово своему брату Михаилу.
Михаил Плещеев почти полвека служил стольником у царя Алексея Михайловича, при этом имел дурную репутацию и слыл «злым разорителем, подговорщиком и составщиком». На его проступки жаловались владелец соседнего имения князь Василий Хилков, Сила Потёмкин, князья Хованские и Григорий Семёнович Шаховской. После очередной судебной тяжбы царь разжаловал Плещеева в дворяне и назвал «вечным клятвопреступником и бездушником и клеветником». Несмотря на постоянные конфликты, земли у Плещеева не изымали и село разрасталось — в нём был уже 21 двор, среди которых четыре конюшенных и четыре поварских. В 1677 году в Свиблове построили новую деревянную церковь.

### Нарышкин
После смерти Михаила Плещеева его владения были распределены между племянниками Семёном и Фёдором Фёдоровичами. Свиблово досталось Семёну, а затем его дочери Марье. Девочка рано осталась сиротой и её взяли жить в дом дяди Кирилла Нарышкина. В 1704 году Марья скончалась, будучи в довольно юном возрасте. Нарышкин присвоил Свиблово, сославшись на устное завещание подопечной и игнорируя права других Плещеевых. В тот период в селе значились только двадцать жителей.
При Кирилле Нарышкине в Свиблове были построены усадебный дом, каменные палаты, солодовенный завод, поварня, мельница, хлебные амбары и Троицкая церковь. По его же приказу в 1709-м после Полтавской битвы все крепостные были расселены в другие вотчины, а в Свиблове разместили пленных шведов — «всяких мастеровых людей». По воспоминаниям генерала Вильгельма Берхгольца, Нарышкин «не по христиански свирепствовал» в Нарве и Дерпте, а своё имение в Свиблове заполнил награбленным в Лифляндии имуществом:
Даже разукрашенные оконные рамы его свибловского дома сохраняли имена и гербы тех немецких баронов, из чьих замков были взяты.

### Возвращение к Плещеевым
Плещеевы неоднократно пытались отсудить Свиблово обратно. В период реформ Петра I в 1721 году Иван Дмитриевич Плещеев смог доказать Юстиц-коллегии правомерность своих притязаний и село было возвращено его семье. Накануне приезда официальных лиц Нарышкин приказал на четыре дня отправить всех крепостных в соседние деревни, чтобы скрыть их от учёта. Из усадьбы вывезли всю мебель «вплоть до дверных ручек» и опустошили склады.
Иван Плещеев не имел средств на восстановление усадьбы и хозяйства, поэтому Свиблово стало приходить в упадок. В 1728 году имение перешло к сыну Семёну Ивановичу Плещееву, после его смерти — ко внучке Марье Семёновне, в замужестве — Голицыной.

### Расцвет
В начале XVIII века Свиблово благодаря близости к Москве и живописным окрестностям стало популярным дачным местом. В 1722 году герцог Карл Фридрих Гольштейн-Готторпский на свои средства обставил мебелью главный усадебный дом. В последующие годы в нём проживала дочь Петра I Анна Петровна. В 1801—1803 годах село называлось Свирлово, один из домов снимали на лето Николай Карамзин с супругой Елизаветой. Детство композитора Александра Скрябина также было связано с селом Свиблово:
Есть место, в котором я до сих пор чувствую себя десятилетним ребенком: это Свиблово. Мне каждый раз, когда я бываю там, хочется идти дирижировать детским оркестром, процветавшим некогда в сосновой аллее.
В 1782 году село выкупила генерал-майорша Мария Ивановна Высоцкая, в 1806 году по дарственной она уступила Свиблово супругу Николаю Петровичу. Пятнадцать лет спустя село за 240 тысяч рублей приобрели в равных долях купцы Кожевников, Квасников и Шошин. В 1823-м Иван Петрович Кожевников выкупил доли компаньонов и открыл в Свиблове суконную фабрику. Сохранились сведения, что Кожевников «пользовался всеобщим уважением» и его посещали «многие именитые граждане той эпохи, даже император Александр I».
Кожевников закупал современное импортное оборудование, масштабы производства быстро росли. В 1850-е годы были открыты ещё несколько фабрик: шерстопрядильная купца Карасева, суконно-ткацкая купца Синицина, шерстопромывная цехового Вассена и суконная Шапошникова. В 1867-м усадьбу Свиблово купил за 42,5 тысячи рублей Бакша Кириллович Халатов, а в 1874 году она перешла по наследству к сыну Георгию Бахтияровичу.
Путеводитель от 1902 года так описывал окрестности села:
Свиблово расположено в 8 верстах от Москвы, на берегу р. Яузы, которая в этой части своего течения в особенности отличается живописными окрестностями и красотою своих берегов [...] воздух чистый и здоровый, нет никакой сырости, дачи недороги. Вокруг главного бывшего барского дома обширный сад со столетними липами и клёнами; но к сожалению он теперь почти совсем запущен. За садом тянется обширный лес до самого Медведкова.
Георгий Халатов стал последним хозяином Свиблова — после революции усадьбу национализировали.

### Советский период
После революции усадьба была разорена, её территория превратилась в свалку строительного мусора. Сельская церковь была закрыта и частично разрушена. В 1918 году в усадьбе располагался революционный комитет Свиблова, а позже — железнодорожные войска. Во Вторую Мировую войну усадебный парк практически полностью вырубили.
В 1960 году при расширении Москвы Свиблово было включено в состав столицы: его территорию отнесли к Дзержинскому району. С 1972-го земли бывшего села были отданы под массовую жилищную застройку. С 1969 по 1991 год Свиблово входило в состав района Бабушкинский, после — выделено в отдельную административную единицу.